# Lobkovická hrobka (Roudnice nad Labem)
Lobkovická hrobka, také Lobkowiczká hrobka je pohřebiště šlechtického rodu Lobkowiczů v kryptě pod kostelem sv. Václava při kapucínském klášteře v Roudnici nad Labem v okrese Litoměřice. Klášter včetně rodové hrobky založila Polyxena, rozená z Pernštejna a její druhý manžel Zdeněk Vojtěch Popel z Lobkowicz v roce 1615. Od roku 1628 do poloviny 20. století byli do hrobky ukládáni příslušníci chlumecké knížecí linie a po rozvětvení rodu členové roudnické a dolnobeřkovické linie roudnické primogenitury. Komplex kláštera a kostela vlastní roudničtí Lobkowiczové a je památkově chráněný jako součást areálu roudnického zámku.

## Historie a popis
Roudnici nad Labem zdědila po svém prvním manželovi Vilému z Rožmberka (1535–1592) Polyxena z Pernštejna (1566–1642), která se v roce 1603 podruhé provdala za Zdeňka Vojtěcha Popela z Lobkowicz (1568–1628), a tím se roudnické panství dostalo na několik staletí do vlastnictví Lobkowiczů. V roce 1615 manželé společně založili na místě židovské čtvrti kapucínský klášter, který byl třetím nejstarším v Čechách. Součástí kláštera byl kostel sv. Václava, který byl vysvěcen 2. srpna 1628. Jednolodní kostel má rozměry 16,7 x 9 metrů a jeho kněžiště 5,20 x 5,20 metrů. Pod kostelem bylo zbudováno rodové mauzoleum. Vcházelo se do něho schodištěm z mariánské kaple, která se nacházela vpravo od vstupu do kostela. Jako první byli v hrobce pohřbeni zakladatelé kláštera Zdeněk Vojtěch a Polyxena. Do roku 1734 bylo v kryptě pochováno dvanáct příslušníků rodu, do roku 1799 sedmnáct. Do roku 1887, kdy se konal poslední pohřeb, bylo ve staré hrobce uloženo 31 rakví.
Po přibližně 250 letech od výstavby kostela bylo nutné hrobku rozšířit. Kníže Mořic Alois z Lobkowicz (1831–1903) zadal stavbu architektovi Friedrichu Fleischingerovi (1859–1907), žáku Josefa Zítka. Nová hrobka vznikla jižně od kostela, scházelo se do ní po polokruhovém schodišti. Původní vchod byl zazděn a naopak mezi starou a novou hrobkou byly navrženy spojovací dveře. Nová hrobka byla slavnostně vysvěcena v roce 1897 nebo spíše v roce 1887. Jako první byla v hrobce pohřbena Julie, roz. z Redwitz-Wildenrothu (1840–1895) v červnu 1895. Kapacita nové hrobky byla 56 rakví (4 oddělení po 10 rakvích a jedno boční pro 16 rakví). Ve 20. a 30. letech 20. století musely být některé rakve opatřeny vnějšími rakvemi, protože se těla začala rozkládat.
Ve 30. letech se hrobka upravovala, vznikl např. vchod zvenku. V roce 1947 byla v jedné komoře nové hrobky zazděna rakev Marie Zdenky (1858–1937). V roce 1949 sem byla přemístěna i rakev Václava Eusebia (1893–1915). V únoru 1950 bylo v jednom oddílu provizorně zazděno i ostatních 13 rakví. Kapucínský klášter s kostelem byl zrušen 30. června 1950. Klášter téhož roku zabrala armáda, o rok později i kostel. Armáda využívala areál až do roku 2008.
V kostelní kryptě bylo samozřejmě i oddělení pro pohřbívání kapucínů.

## Seznam pohřbených
V hrobce byli pohřbíváni příslušníci chlumecké knížecí linie, později příslušníci roudnické (I.) a dolnobeřkovické (III.) linie roudnické primogenitury. Pohřebiště křimické (II.) linie se nachází v kryptě kostela Narození Panny Marie na Horničce v Křimicích. Velkomeziříčská (IV.) linie roudnické primogenitury nalezla poslední spočinutí v Lobkowiczké hrobce v Netíně. Mladší knížecí mělnicko-hořínská sekundogenitura si zbudovala hrobku v Hoříně.

### Chronologicky podle data úmrtí (výběr)
Seznam vychází z údajů na stránkách Royalty (Travel) Guide, z publikace Lobkowiczové dolnobeřkovští a Lobkowiczové. Dějiny a genealogie rodu. V tabulce jsou uvedeny základní informace o pohřbených. Fialově jsou vyznačeni příslušníci rodu Lobkowiczů, žlutě jsou vyznačeny manželky z jiných rodů, pokud zde byly pohřbeny. Modře jsou vyznačeni příslušníci dolnobeřkovické linie (včetně manželek). Červeně jsou zvýrazněna knížata. Generace jsou počítány od Mareše z Újezdu. U manželek z jiných rodů je generace v závorce a týká se generace chotě. Děti jsou vypsány v poznámce u matky, avšak pokud byla matka pohřbena jinde, jsou děti uvedeny v poznámce u otce. Seznam nemusí být kompletní.
| Po-řa-dí | Gene-race  | Jméno pohřbeného                                                               | Datum a místo narození                    | Otec | Datum a místo sňatku, choť                                                                                          | Pohřeb a uložení do hrobky | Poznámky |
| Po-řa-dí | Gene-race  | Jméno pohřbeného                                                               | Datum a místo úmrtí                       | Matka | Datum a místo sňatku, choť                                                                                          | Pohřeb a uložení do hrobky | Poznámky |
| -------- | ---------- | ------------------------------------------------------------------------------ | ----------------------------------------- | --- | --- | --- | --- |
| 1.       | 6.         | Zdeněk Vojtěch Popel z Lobkowicz                                               | 15. 8. 1568                               | Ladislav II. Popel z Lobkowicz 1501 – 18. 12. 1584 Praha-Malá Strana                                       | 23. 11. 1603: Polyxena z Pernštejna (č. 2)                                                                          | 1628 | 1. kníže z Lobkowicz (1623/1624–1628) a vladař domu lobkowiczkého (1624–1628), nejvyšší kancléř Českého království (1599–1628), císařský komoří a tajný rada, rytíř Řádu zlatého rouna (1620). |
| 1.       | 6.         | Zdeněk Vojtěch Popel z Lobkowicz                                               | 16. 6. 1628 Vídeň                         | Johana Berková z Dubé a Lipé 1545–1601                                                                     | 23. 11. 1603: Polyxena z Pernštejna (č. 2)                                                                          | 1628 | 1. kníže z Lobkowicz (1623/1624–1628) a vladař domu lobkowiczkého (1624–1628), nejvyšší kancléř Českého království (1599–1628), císařský komoří a tajný rada, rytíř Řádu zlatého rouna (1620). |
| 2.       | (6.)       | Polyxena z Pernštejna                                                          | 1566                                      | Vratislav II. z Pernštejna 9. 7. 1530 – 27. 10. 1582 na Dunaji u Lince                                     | 11. 1. 1587 Praha: Vilém z Rožmberka 10. 3. 1535 zámek Schützendorf, Horní Rakousy – 31. 8. 1592 Praha              | Rakev s ostatky byla z Pernštejnského paláce na Hradčanech přenesena večer 7. 7. 1628 do katedrály sv. Víta, kde se ve dnech 8.–10. 7. konaly smuteční obřady. Poté byla rakev převezena do Roudnice nad Labem, kde byla vystavena v místním kostele. | 1. kněžna z Lobkowicz (1623/1624–1642, od roku 1628 kněžna vdova). Polyxena se stala matkou teprve ve věku 43 let: - Václav Eusebius (1609–1677; č. 4) První manžel byl pohřben v hrobce v kostele sv. Víta v Českém Krumlově. |
| 2.       | (6.)       | Polyxena z Pernštejna                                                          | 24. 5. 1642 Praha                         | Marie Manrique de Lara y Mendoza asi 1538 – 16. 2. 1608                                                    | 23. 11. 1603: Zdeněk Vojtěch Popel z Lobkowicz (č. 1)                                                               | Rakev s ostatky byla z Pernštejnského paláce na Hradčanech přenesena večer 7. 7. 1628 do katedrály sv. Víta, kde se ve dnech 8.–10. 7. konaly smuteční obřady. Poté byla rakev převezena do Roudnice nad Labem, kde byla vystavena v místním kostele. | 1. kněžna z Lobkowicz (1623/1624–1642, od roku 1628 kněžna vdova). Polyxena se stala matkou teprve ve věku 43 let: - Václav Eusebius (1609–1677; č. 4) První manžel byl pohřben v hrobce v kostele sv. Víta v Českém Krumlově. |
| 3.       | (7.)       | Johana Myšková ze Žlunic                                                       | 1600                                      | Karel Častovec Myška ze Žlunic † 1602                                                                      | Šťastný Václav Pětipeský z Chýš a Egrberku asi 1582 – 1637 nebo 25. 7. 1638 Praha                                   | | 2. kněžna z Lobkowicz (1638–1650). V druhém manželství bezdětná. |
| 3.       | (7.)       | Johana Myšková ze Žlunic                                                       | 17. 1. 1650                               | Magdalena Kaplířová ze Sulevic † 1617                                                                      | 3. 11. 1638: Václav Eusebius Popel z Lobkowicz (č. 4)                                                               | | 2. kněžna z Lobkowicz (1638–1650). V druhém manželství bezdětná. |
| 4.       | 7.         | Václav Eusebius Popel z Lobkowicz                                              | 20. 1. 1609 Praha                         | Zdeněk Vojtěch Popel z Lobkowicz (č. 1)                                                                    | 3. 11. 1638: Johana Myšková ze Žlunic (č. 3)                                                                        | | 2. kníže z Lobkowicz a vladař domu lobkowiczkého (1628–1677), zaháňský vévoda (1646–1715), prezident dvorské válečné rady (1649/1652–1665), polní maršál, nejvyšší hofmistr císařského dvora (1665–1674), rytíř Řádu zlatého rouna (1644). V druhém manželství se narodily následující děti: - 1. syn (*/† 1654) - 2. Ferdinand August Leopold (1655–1715; č. 7), 3. kníže - 3. Filip Ferdinand Adalbert (1656–1659) - 4. Marie Hedvika Žofie (1658–1660) - 5. František Vilém Ignác (1659–1698; č. 5) Druhá manželka byla pohřbena v kostele sv. Vavřince v Norimberku. |
| 4.       | 7.         | Václav Eusebius Popel z Lobkowicz                                              | 22. 4. 1677 Roudnice nad Labem            | Polyxena z Pernštejna (č. 2)                                                                               | 20. 1. 1653: Augusta Žofie Falcko-Sulzbašská 22. 11. 1624 Sulzbach – 30. 4. 1682 Norimberk                          | | 2. kníže z Lobkowicz a vladař domu lobkowiczkého (1628–1677), zaháňský vévoda (1646–1715), prezident dvorské válečné rady (1649/1652–1665), polní maršál, nejvyšší hofmistr císařského dvora (1665–1674), rytíř Řádu zlatého rouna (1644). V druhém manželství se narodily následující děti: - 1. syn (*/† 1654) - 2. Ferdinand August Leopold (1655–1715; č. 7), 3. kníže - 3. Filip Ferdinand Adalbert (1656–1659) - 4. Marie Hedvika Žofie (1658–1660) - 5. František Vilém Ignác (1659–1698; č. 5) Druhá manželka byla pohřbena v kostele sv. Vavřince v Norimberku. |
| 5.       | 8.         | František Vilém Ignác z Lobkowicz                                              | 15. 9. 1659                               | Václav Eusebius Popel z Lobkowicz (č. 4)                                                                   | | | |
| 5.       | 8.         | František Vilém Ignác z Lobkowicz                                              | 6. 1. 1698                                | Augusta Žofie Falcko-Sulzbašská 22. 11. 1624 Sulzbach – 30. 4. 1682 Norimberk                              | | | |
| 6.       | (8.)       | Marie Filipína z Althannu                                                      | 1671                                      | Michael Václav z Althannu 30. 6. 1630 Vídeň – 17. 5. 1686 Wölfelsdorf/Wilkanów, Kladsko                    | 3. 12. 1703 Vídeň: Ferdinand August z Lobkowicz (č. 7)                                                              | | 6. kněžna z Lobkowicz (1703–1706). Bezdětná. |
| 6.       | (8.)       | Marie Filipína z Althannu                                                      | 2. 6. 1706                                | Anna Marie Alžběta z Aspremont-Lyndenu 14. 2. 1646 – 4. 2. 1723                                            | 3. 12. 1703 Vídeň: Ferdinand August z Lobkowicz (č. 7)                                                              | | 6. kněžna z Lobkowicz (1703–1706). Bezdětná. |
| 7.       | 8.         | Ferdinand August z Lobkowicz                                                   | 7. 9. 1655 Neustadt an der Waldnaab       | Václav Eusebius Popel z Lobkowicz (č. 4)                                                                   | 8/18. 7. 1677 Hadamar: Klaudie Františka z Nassau-Hadamaru 6. 6. 1660 Hadamar – 6. 3. 1680 Neustadt an der Waldnaab | | 3. kníže z Lobkowicz, 3. vladař domu lobkowiczkého a zaháňský vévoda (1677–1715). Narodily se mu následující děti: - 1. Eleonora (*/† 1678) - 2. Leopold Christian (1679–1680) - 3. Filip Hyacint (1680–1737; č. 12), zakladatel roudnické primogenitury - 4. Josef Antonín August (1681–1717) - 5. Ferdinand Jan František (1685–1686) - 6. Jan Jiří Kristián (1686–1753), zakladatel (hořínské/mělnické) sekundogenitury - 7. Eleonora Amálie, provd. ze Schwarzenbergu (1682–1741; pohřbena v hrobce v kostele sv. Víta v Českém Krumlově) - 8. Marie Ludovika, provd. z Thurn-Taxisu (1683–1750) - 9. Hedvika Jindřiška (1688–1689) - 10. Augusta Františka (1690–1691) - 11. Karel Ignác (1692–1701) - 12. Marie Anna Luisa (1711–1713) - 14. Marie Ernestina (1714–1718; č. 8) Čtvrtá manželka byla pohřbena v kostele sv. Tomáše na Malé Straně v Praze. |
| 7.       | 8.         | Ferdinand August z Lobkowicz                                                   | 7. 9. 1655 Neustadt an der Waldnaab       | Václav Eusebius Popel z Lobkowicz (č. 4)                                                                   | 17. 7. 1680: Marie Anna z Baden-Badenu a Hochbergu 8. 9. 1655 Baden – 22. 8. 1701 Cheb                              | | 3. kníže z Lobkowicz, 3. vladař domu lobkowiczkého a zaháňský vévoda (1677–1715). Narodily se mu následující děti: - 1. Eleonora (*/† 1678) - 2. Leopold Christian (1679–1680) - 3. Filip Hyacint (1680–1737; č. 12), zakladatel roudnické primogenitury - 4. Josef Antonín August (1681–1717) - 5. Ferdinand Jan František (1685–1686) - 6. Jan Jiří Kristián (1686–1753), zakladatel (hořínské/mělnické) sekundogenitury - 7. Eleonora Amálie, provd. ze Schwarzenbergu (1682–1741; pohřbena v hrobce v kostele sv. Víta v Českém Krumlově) - 8. Marie Ludovika, provd. z Thurn-Taxisu (1683–1750) - 9. Hedvika Jindřiška (1688–1689) - 10. Augusta Františka (1690–1691) - 11. Karel Ignác (1692–1701) - 12. Marie Anna Luisa (1711–1713) - 14. Marie Ernestina (1714–1718; č. 8) Čtvrtá manželka byla pohřbena v kostele sv. Tomáše na Malé Straně v Praze. |
| 7.       | 8.         | Ferdinand August z Lobkowicz                                                   | 3. 10. 1715 Vídeň                         | Augusta Žofie Falcko-Sulzbašská 22. 11. 1624 Sulzbach – 30. 4. 1682 Norimberk                              | 3. 12. 1703 Vídeň: Marie Filipína z Althannu (č. 6)                                                                 | | 3. kníže z Lobkowicz, 3. vladař domu lobkowiczkého a zaháňský vévoda (1677–1715). Narodily se mu následující děti: - 1. Eleonora (*/† 1678) - 2. Leopold Christian (1679–1680) - 3. Filip Hyacint (1680–1737; č. 12), zakladatel roudnické primogenitury - 4. Josef Antonín August (1681–1717) - 5. Ferdinand Jan František (1685–1686) - 6. Jan Jiří Kristián (1686–1753), zakladatel (hořínské/mělnické) sekundogenitury - 7. Eleonora Amálie, provd. ze Schwarzenbergu (1682–1741; pohřbena v hrobce v kostele sv. Víta v Českém Krumlově) - 8. Marie Ludovika, provd. z Thurn-Taxisu (1683–1750) - 9. Hedvika Jindřiška (1688–1689) - 10. Augusta Františka (1690–1691) - 11. Karel Ignác (1692–1701) - 12. Marie Anna Luisa (1711–1713) - 14. Marie Ernestina (1714–1718; č. 8) Čtvrtá manželka byla pohřbena v kostele sv. Tomáše na Malé Straně v Praze. |
| 7.       | 8.         | Ferdinand August z Lobkowicz                                                   | 3. 10. 1715 Vídeň                         | Augusta Žofie Falcko-Sulzbašská 22. 11. 1624 Sulzbach – 30. 4. 1682 Norimberk                              | 16. 11. 1707: Marie Johanna ze Schwarzenbergu 16. 12. 1681 – 23. 12. 1739                                           | | 3. kníže z Lobkowicz, 3. vladař domu lobkowiczkého a zaháňský vévoda (1677–1715). Narodily se mu následující děti: - 1. Eleonora (*/† 1678) - 2. Leopold Christian (1679–1680) - 3. Filip Hyacint (1680–1737; č. 12), zakladatel roudnické primogenitury - 4. Josef Antonín August (1681–1717) - 5. Ferdinand Jan František (1685–1686) - 6. Jan Jiří Kristián (1686–1753), zakladatel (hořínské/mělnické) sekundogenitury - 7. Eleonora Amálie, provd. ze Schwarzenbergu (1682–1741; pohřbena v hrobce v kostele sv. Víta v Českém Krumlově) - 8. Marie Ludovika, provd. z Thurn-Taxisu (1683–1750) - 9. Hedvika Jindřiška (1688–1689) - 10. Augusta Františka (1690–1691) - 11. Karel Ignác (1692–1701) - 12. Marie Anna Luisa (1711–1713) - 14. Marie Ernestina (1714–1718; č. 8) Čtvrtá manželka byla pohřbena v kostele sv. Tomáše na Malé Straně v Praze. |
| 8.       | 9.         | Marie Ernestina z Lobkowicz                                                    | 13. 9. 1714                               | Ferdinand August z Lobkowicz (č. 7)                                                                        | | | |
| 8.       | 9.         | Marie Ernestina z Lobkowicz                                                    | 5. 7. 1718                                | Marie Johanna ze Schwarzenbergu 16. 12. 1681 – 23. 12. 1739                                                | | | |
| 9.       | 10./ (9.)  | Eleonora Kateřina z Lobkowicz z bílinské větve                                 | 1. 4. 1685                                | Václav Ferdinand Popel z Lobkowicz pokřtěn 22. 12. 1654 – 8. 10. 1697 Montortone                           | 17. 10. 1703: Filip Hyacint z Lobkowicz (č. 13)                                                                     | | 8. kněžna z Lobkowicz (1715–1720). Univerzální dědička bílinského panství. Narodil se jí syn: - Ferdinand (*/† 1704) |
| 9.       | 10./ (9.)  | Eleonora Kateřina z Lobkowicz z bílinské větve                                 | 3. 3. 1720 Vídeň                          | Marie Žofie z Dietrichsteinu pokřtěna 5. 11. 1653 – 4. 11. 1711                                            | 17. 10. 1703: Filip Hyacint z Lobkowicz (č. 13)                                                                     | | 8. kněžna z Lobkowicz (1715–1720). Univerzální dědička bílinského panství. Narodil se jí syn: - Ferdinand (*/† 1704) |
| 10.      |            | Oldřich Felix Popel z Lobkowicz (bílinská větev)                               | asi 1650                                  | František Vilém Popel z Lobkowicz 14. 8. 1616 – 26. 2. 1670                                                | Marie Josefa Markéta z Bubna † 24. 5. 1729                                                                          | Původně pohřben 4. 10. 1722 v Pražské Loretě, později v Roudnici nad Labem. | Císařský komorník, nejvyšší lovčí Českého království (1696–1712). V roce 1670 byl povýšen do říšského hraběcího stavu. Majitel panství Jezeří a Nové Sedlo. Bezdětný. |
| 10.      | 4. 8. 1722 | Oldřich Felix Popel z Lobkowicz (bílinská větev)                               | Alžběta Eusebie Marie z Talmberka         | | Marie Josefa Markéta z Bubna † 24. 5. 1729                                                                          | Původně pohřben 4. 10. 1722 v Pražské Loretě, později v Roudnici nad Labem. | Císařský komorník, nejvyšší lovčí Českého království (1696–1712). V roce 1670 byl povýšen do říšského hraběcího stavu. Majitel panství Jezeří a Nové Sedlo. Bezdětný. |
| 11.      | 10.        | Marie Anna z Lobkowicz                                                         | 20. 3. 1725                               | Filip Hyacint z Lobkowicz (č. 13)                                                                          | | | |
| 11.      | 10.        | Marie Anna z Lobkowicz                                                         | 9. 2. 1729 Roudnice nad Labem             | Anna Marie Vilemína z Althannu 7. 9. 1703 Praha – 6. 12. 1754 Vídeň                                        | | | |
| 12.      | 10.        | Filip Josef z Lobkowicz                                                        | 14. 1. 1728 Praha                         | Filip Hyacint z Lobkowicz (č. 13)                                                                          | | | |
| 12.      | 10.        | Filip Josef z Lobkowicz                                                        | 2. 4. 1729 Roudnice nad Labem             | Anna Marie Vilemína z Althannu 7. 9. 1703 Praha – 6. 12. 1754 Vídeň                                        | | | |
| 13.      | 9.         | Filip Hyacint z Lobkowicz                                                      | 25. 2. 1680 Altenstadt, Bavorsko          | Ferdinand August z Lobkowicz (č. 7)                                                                        | 17. 10. 1703: Eleonora Kateřina z Lobkowicz (č. 9)                                                                  | | 4. kníže z Lobkowicz, vladař domu lobkowiczkého a zaháňský vévoda (1715–1734). V druhém manželství se mu narodily následující děti: - 1. Václav Ferdinand (1723–1739; č. 13), 5. kníže - 2. Ferdinand Filip (1724–1784; č. 15), 6. kníže - 3. Marie Anna Eleonora (1725–1729; č. 10) - 4. Marie Alžběta Anna, provd. Corfitzová z Ulfeldu (1726–1786; č. 16) - 5. Filip Josef (1728–1729; č. 11) - 6. neznámé dítě (*/† 1728) - 7. neznámé dítě (*/† 1730) - 8. Karel Josef (*/† 1732) |
| 13.      | 9.         | Filip Hyacint z Lobkowicz                                                      | 21. 12. 1734 Vídeň                        | Klaudie Františka z Nassau-Hadamaru 6. 6. 1660 Hadamar – 6. 3. 1680 Neustadt an der Waldnaab               | 25. 8. 1721 Vídeň: Anna Marie Vilemína z Althannu 7. 9. 1703 Praha – 6. 12. 1754 Vídeň                              | | 4. kníže z Lobkowicz, vladař domu lobkowiczkého a zaháňský vévoda (1715–1734). V druhém manželství se mu narodily následující děti: - 1. Václav Ferdinand (1723–1739; č. 13), 5. kníže - 2. Ferdinand Filip (1724–1784; č. 15), 6. kníže - 3. Marie Anna Eleonora (1725–1729; č. 10) - 4. Marie Alžběta Anna, provd. Corfitzová z Ulfeldu (1726–1786; č. 16) - 5. Filip Josef (1728–1729; č. 11) - 6. neznámé dítě (*/† 1728) - 7. neznámé dítě (*/† 1730) - 8. Karel Josef (*/† 1732) |
| 14.      | 9.         | Václav Ferdinand z Lobkowicz                                                   | 16. 1. 1723 Praha                         | Filip Hyacint z Lobkowicz (č. 13)                                                                          | | | 5. kníže z Lobkowicz a vladař domu lobkowiczkého, zaháňský vévoda (1734–1739). |
| 14.      | 9.         | Václav Ferdinand z Lobkowicz                                                   | 22. 1. 1739 Würzburg                      | Anna Marie Vilemína z Althannu 7. 9. 1703 Praha – 6. 12. 1754 Vídeň                                        | | | 5. kníže z Lobkowicz a vladař domu lobkowiczkého, zaháňský vévoda (1734–1739). |
| 15.      | 10.        | Ferdinand Filip z Lobkowicz                                                    | 27. 4. 1724 Praha                         | Filip Hyacint z Lobkowicz (č. 13)                                                                          | 24. 6. 1769 Settino u Turína per procurationem / 10. 7. 1769 Vídeň: Marie Gabriela Savojsko-Carignanská (č. 22)     | | 6. kníže z Lobkowicz a vladař domu lobkowiczkého, zaháňský vévoda (1739–1784). |
| 15.      | 10.        | Ferdinand Filip z Lobkowicz                                                    | 14. 1. 1784 Vídeň                         | Anna Marie Vilemína z Althannu 7. 9. 1703 Praha – 6. 12. 1754 Vídeň                                        | 24. 6. 1769 Settino u Turína per procurationem / 10. 7. 1769 Vídeň: Marie Gabriela Savojsko-Carignanská (č. 22)     | | 6. kníže z Lobkowicz a vladař domu lobkowiczkého, zaháňský vévoda (1739–1784). |
| 16.      | 10.        | Marie Alžběta z Lobkowicz                                                      | 23. 11. 1726 Praha                        | Filip Hyacint z Lobkowicz (č. 13)                                                                          | 15. 4. 1743: Antonín Corfitz z Ulfeldu 15. 6. 1699 Brašov – 31. 12. 1769 Vídeň                                      | | Manžel byl pohřben v katedrále sv. Štěpána ve Vídni. |
| 16.      | 10.        | Marie Alžběta z Lobkowicz                                                      | 29. 7. 1786 Vídeň                         | Anna Marie Vilemína z Althannu 7. 9. 1703 Praha – 6. 12. 1754 Vídeň                                        | 15. 4. 1743: Antonín Corfitz z Ulfeldu 15. 6. 1699 Brašov – 31. 12. 1769 Vídeň                                      | | Manžel byl pohřben v katedrále sv. Štěpána ve Vídni. |
| 17.      | (10.)      | Marie Josefa z Harrachu                                                        | 20. 11. 1727 Vídeň                        | Bedřich August z Harrachu 18. 6. 1696 Vídeň – 4. 6. 1749 Vídeň                                             | 19. 3. 1744: Jan Nepomuk Karel z Liechtensteinu 6. 7. 1724 – 22. 12. 1748 Vyškov                                    | | Kněžna z Liechtensteinu (1744–1748), kněžna z Lobkowicz (sekundogenitura; 1753–1788). Narodily se jí následující děti: - 1. Marie Anna (1745–1752) - 2. Marie Antonie, provd. Paarová (1749–1813) - 3. Marie Eleanora (1753–1802), jeptiška - 4. Josef Bernard (1754–1768) - 5. Marie Josefa, provd. z Auerspergu (1756–1823) - 6. Ferdinand (1759–1761) První manžel byl pohřben v hrobce Liechtensteinů ve Vranově. |
| 17.      | (10.)      | Marie Josefa z Harrachu                                                        | 15. 2. 1788 Vídeň / Roudnice nad Labem    | Eleonora Marie Karolína z Liechtensteinu asi 1703 – 18. 7. 1757                                            | 28. 11. 1752 Vídeň: Josef Maria Karel z Lobkowicz (č. 18)                                                           | | Kněžna z Liechtensteinu (1744–1748), kněžna z Lobkowicz (sekundogenitura; 1753–1788). Narodily se jí následující děti: - 1. Marie Anna (1745–1752) - 2. Marie Antonie, provd. Paarová (1749–1813) - 3. Marie Eleanora (1753–1802), jeptiška - 4. Josef Bernard (1754–1768) - 5. Marie Josefa, provd. z Auerspergu (1756–1823) - 6. Ferdinand (1759–1761) První manžel byl pohřben v hrobce Liechtensteinů ve Vranově. |
| 18.      | 10.        | Josef Maria Karel z Lobkowicz                                                  | 8. 1. 1724 Praha                          | Jan Jiří Kristián z Lobkowicz 10. 8. 1686 Praha – 4. 10. 1753 Prešpurk (Bratislava) nebo 4. 10. 1755 Vídeň | 28. 11. 1752 Vídeň: Marie Josefa z Harrachu (č. 17)                                                                 | | Kníže z Lobkowicz a 2. hlava (mělnicko-hořínské) sekundogenitury (1753–1802), císařský komoří a tajný rada, polní maršál, kapitán císařské osobní gardy, rytíř Vojenského řádu Marie Terezie (1760), rytíř rakouského Řádu zlatého rouna (1772), rakouský velvyslanec v Rusku (1764–1777). |
| 18.      | 10.        | Josef Maria Karel z Lobkowicz                                                  | 5. 3. 1802 Vídeň                          | Marie Karolína z Waldsteinu 24. 1. 1702 – 11. 3. 1780                                                      | 28. 11. 1752 Vídeň: Marie Josefa z Harrachu (č. 17)                                                                 | | Kníže z Lobkowicz a 2. hlava (mělnicko-hořínské) sekundogenitury (1753–1802), císařský komoří a tajný rada, polní maršál, kapitán císařské osobní gardy, rytíř Vojenského řádu Marie Terezie (1760), rytíř rakouského Řádu zlatého rouna (1772), rakouský velvyslanec v Rusku (1764–1777). |
| 19.      | 12.        | Karel Jan z Lobkowicz                                                          | 24. 2. 1804                               | Josef František Maxmilián z Lobkowicz (č. 21)                                                              | | | |
| 19.      | 12.        | Karel Jan z Lobkowicz                                                          | 11. 4. 1806                               | Marie Karolína ze Schwarzenbergu (č. 20)                                                                   | | | |
| 20.      | (11.)      | Marie Karolína ze Schwarzenbergu                                               | 7. 9. 1775 Vídeň                          | Jan Nepomuk I. ze Schwarzenbergu 4. 4. 1742 Postoloprty – 5. 11. 1789 Hluboká nad Vltavou                  | 2. 8. 1792 Vídeň: Josef František Maxmilián z Lobkowicz (č. 21)                                                     | | 11. kněžna z Lobkowicz (1792–1816). Narodily se jí následující děti: - 1. Marie Gabriela, provd. z Auerspergu (1793–1863) - 2. Marie Eleonora, provd. z Windisch-Grätze (1795–1876) - 3. Ferdinand Josef Jan (1797–1868; č 26), zakladatel roudnické linie - 4. Jan Nepomuk Karel (1799–1878; pohřben v Lobkowiczké hrobce v Křimicích), zakladatel křimické linie - 5. Tereza Karolína (1800–1868) - 6. Marie Paulina (*/†1801) - 7. Josef František Karel (1803–1875; č. 28), zakladatel dolnobeřkovické linie - 8. Karel Jan (1804–1806; č 19) - 9. Ludvík Jan Karel (1807–1882; pohřben v Lobkowiczké hrobce v Netíně), zakladatel velkomeziříčské linie - 10. Marie Anna, provd. z Harrachu (1809–1881; pohřbena v Harrachovské hrobce v Horní Branné) - 11. Zdeňka (Sidonie) Karolína, provd. Pálffy-Daun (1812–1880) - 12. Karel Jan (1814–1879; č. 29)  |
| 20.      | (11.)      | Marie Karolína ze Schwarzenbergu                                               | 24. 1. 1816 Praha                         | Marie Eleonora z Oettingen-Wallersteinu 22. 5. 1747 Wallerstein – 25. nebo 28. 12. 1797 Vídeň              | 2. 8. 1792 Vídeň: Josef František Maxmilián z Lobkowicz (č. 21)                                                     | | 11. kněžna z Lobkowicz (1792–1816). Narodily se jí následující děti: - 1. Marie Gabriela, provd. z Auerspergu (1793–1863) - 2. Marie Eleonora, provd. z Windisch-Grätze (1795–1876) - 3. Ferdinand Josef Jan (1797–1868; č 26), zakladatel roudnické linie - 4. Jan Nepomuk Karel (1799–1878; pohřben v Lobkowiczké hrobce v Křimicích), zakladatel křimické linie - 5. Tereza Karolína (1800–1868) - 6. Marie Paulina (*/†1801) - 7. Josef František Karel (1803–1875; č. 28), zakladatel dolnobeřkovické linie - 8. Karel Jan (1804–1806; č 19) - 9. Ludvík Jan Karel (1807–1882; pohřben v Lobkowiczké hrobce v Netíně), zakladatel velkomeziříčské linie - 10. Marie Anna, provd. z Harrachu (1809–1881; pohřbena v Harrachovské hrobce v Horní Branné) - 11. Zdeňka (Sidonie) Karolína, provd. Pálffy-Daun (1812–1880) - 12. Karel Jan (1814–1879; č. 29)  |
| 21.      | 11.        | Josef František Maxmilián z Lobkowicz                                          | 3. nebo 8. 12. 1772 Vídeň                 | Ferdinand Filip z Lobkowicz (č. 15)                                                                        | 2. 8. 1792 Vídeň: Marie Karolína ze Schwarzenbergu (č. 20)                                                          | | 7. kníže z Lobkowicz a vladař domu lobkowiczkého (1784–1816), zaháňský vévoda (1784–1785), 1. roudnický vévoda (1786–1816). Císařský komoří a tajný rada, rytíř rakouského Řádu zlatého rouna (1809), generálmajor v armádě. Zemřel ve věku 44 let na krvácení mozkové (Nervenschlagfluss). |
| 21.      | 11.        | Josef František Maxmilián z Lobkowicz                                          | 16. 12. 1816 Třeboň                       | Marie Gabriela Savojsko-Carignanská (č. 22)                                                                | 2. 8. 1792 Vídeň: Marie Karolína ze Schwarzenbergu (č. 20)                                                          | | 7. kníže z Lobkowicz a vladař domu lobkowiczkého (1784–1816), zaháňský vévoda (1784–1785), 1. roudnický vévoda (1786–1816). Císařský komoří a tajný rada, rytíř rakouského Řádu zlatého rouna (1809), generálmajor v armádě. Zemřel ve věku 44 let na krvácení mozkové (Nervenschlagfluss). |
| 22.      | (10.)      | Marie Gabriela Savojsko-Carignanská                                            | 17. 5. 1748 Turín                         | Ludvík Viktor Savojský 25. 9. 1721 Paříž – 16. 12. 1778 Turín                                              | 24. 6. 1769 Settino u Turína per procurationem / 10. 7. 1769 Vídeň: Ferdinand Filip z Lobkowicz (č. 15)             | | 10. kněžna z Lobkowicz (1769–1828, od roku 1784 kněžna vdova). Narodil se jí následující syn. - Josef František Maxmilián (1772–1816; č. 21) |
| 22.      | (10.)      | Marie Gabriela Savojsko-Carignanská                                            | 10. 4. 1828 Vídeň                         | Kristýna Hesensko-Rotenburská 21. 11. 1717 Rotenburg – 1. 9. 1778 Turín                                    | 24. 6. 1769 Settino u Turína per procurationem / 10. 7. 1769 Vídeň: Ferdinand Filip z Lobkowicz (č. 15)             | | 10. kněžna z Lobkowicz (1769–1828, od roku 1784 kněžna vdova). Narodil se jí následující syn. - Josef František Maxmilián (1772–1816; č. 21) |
| 23.      | (12.)      | Antonie Kinská z Vchynic a Tetova                                              | 7. 5. 1815 Praha                          | Karel Kinský z Vchynic a Tetova 28. 7. 1766 Chlumec nad Cidlinou – 4. 9. 1831 Sloup v Čechách              | 20. 8. 1835 Praha: Josef František Karel z Lobkowicz (č. 28)                                                        | Pohřbena 8. 1. 1836 v Lobkowiczké rodinné hrobce. | Zemřela bezdětná čtyři měsíce po sňatku ve věku 20 let na zánět střev (Gedärmentzündung) nebo na tyfus. |
| 23.      | (12.)      | Antonie Kinská z Vchynic a Tetova                                              | 1. 1. 1836 Pardubice                      | Alžběta z Thun-Hohensteinu 1791–1867                                                                       | 20. 8. 1835 Praha: Josef František Karel z Lobkowicz (č. 28)                                                        | Pohřbena 8. 1. 1836 v Lobkowiczké rodinné hrobce. | Zemřela bezdětná čtyři měsíce po sňatku ve věku 20 let na zánět střev (Gedärmentzündung) nebo na tyfus. |
| 24.      | 13.        | Anna Berta z Lobkowicz                                                         | 4. 2. 1849                                | Josef František Karel z Lobkowicz (č. 28)                                                                  | | | |
| 24.      | 13.        | Anna Berta z Lobkowicz                                                         | 10. 4. 1849                               | Marie Sidonie (Zdeňka) z Lobkowicz (č. 37)                                                                 | | | |
| 25.      | 13.        | Maxmilián z Lobkowicz                                                          | 5. 8. 1827                                | Ferdinand Josef z Lobkowicz (č. 26)                                                                        | | | C. k. poručík jízdy. Zemřel ve věku 21 let. |
| 25.      | 13.        | Maxmilián z Lobkowicz                                                          | 6. 7. 1849 Bony (zámek u Győru v Uhersku) | Marie z Liechtensteinu (č. 27)                                                                             | | | C. k. poručík jízdy. Zemřel ve věku 21 let. |
| 26.      | 12.        | Ferdinand Josef z Lobkowicz                                                    | 12. nebo 13. 4. 1797 Hollabrunn           | Josef František Maxmilián z Lobkowicz (č. 21)                                                              | 9. 9. 1826 Vídeň: Marie z Liechtensteinu (č. 27)                                                                    | Pohřben 22. 12. 1868 v roudnické rodinné hrobce u kapucínů pražským arcibiskupem Bedřichem ze Schwarzenbergu. | 8. kníže z Lobkowicz a vladař domu lobkowiczkého, 2. roudnický vévoda (1816–1868), Jeho Jasnost (Durchlaucht; 1825), zakladatel roudnické linie primogenitury na Roudnici. Poslanec Českého zemského sněmu (1861–1863), dědičný člen Panské sněmovny rakouské Říšské rady (1861–1868), rytíř rakouského Řádu zlatého rouna (1836). Majitel majorátu Roudnice. Zemřel ve věku 71 let na ochrnutí plic. |
| 26.      | 12.        | Ferdinand Josef z Lobkowicz                                                    | 18. 12. 1868 Vídeň                        | Marie Karolína ze Schwarzenbergu (č. 20)                                                                   | 9. 9. 1826 Vídeň: Marie z Liechtensteinu (č. 27)                                                                    | Pohřben 22. 12. 1868 v roudnické rodinné hrobce u kapucínů pražským arcibiskupem Bedřichem ze Schwarzenbergu. | 8. kníže z Lobkowicz a vladař domu lobkowiczkého, 2. roudnický vévoda (1816–1868), Jeho Jasnost (Durchlaucht; 1825), zakladatel roudnické linie primogenitury na Roudnici. Poslanec Českého zemského sněmu (1861–1863), dědičný člen Panské sněmovny rakouské Říšské rady (1861–1868), rytíř rakouského Řádu zlatého rouna (1836). Majitel majorátu Roudnice. Zemřel ve věku 71 let na ochrnutí plic. |
| 27.      | (12.)      | Marie z Liechtensteinu                                                         | 3. 12. 1808 Vídeň                         | Mořic z Liechtensteinu 21. 7. 1775 Vídeň – 24. 3. 1819 Vídeň                                               | 9. 9. 1826 Vídeň: Ferdinand Josef z Lobkowicz (č. 26)                                                               | Pohřbena 30. 5. 1871 v roudnické knížecí hrobce u kapucínů. | 12. kněžna z Lobkowicz (1826–1871, od roku 1868 kněžna vdova). Dáma Řádu hvězdového kříže,[zdroj?] dvorní dáma císařovny. Zemřela ve věku 62 let na ochrnutí mozku. Narodily se jí následující děti: - 1. Maxmilián (1827–1849; č. 25) - 2. Mořic (1831–1903; č. 33), 9. kníže - 3. Leopoldina Luisa, provd. Bossi-Federigotti (1835–1892) - 4. Marie Leopoldina Aloisie, provd. Blücherová z Wahlstattu (1841–1870) |
| 27.      | (12.)      | Marie z Liechtensteinu                                                         | 24. 5. 1871 Vídeň                         | Marie Leopoldina Esterházyová z Galanty 31. 1. 1788 Vídeň – 6. 9. 1846 Liběšice                            | 9. 9. 1826 Vídeň: Ferdinand Josef z Lobkowicz (č. 26)                                                               | Pohřbena 30. 5. 1871 v roudnické knížecí hrobce u kapucínů. | 12. kněžna z Lobkowicz (1826–1871, od roku 1868 kněžna vdova). Dáma Řádu hvězdového kříže,[zdroj?] dvorní dáma císařovny. Zemřela ve věku 62 let na ochrnutí mozku. Narodily se jí následující děti: - 1. Maxmilián (1827–1849; č. 25) - 2. Mořic (1831–1903; č. 33), 9. kníže - 3. Leopoldina Luisa, provd. Bossi-Federigotti (1835–1892) - 4. Marie Leopoldina Aloisie, provd. Blücherová z Wahlstattu (1841–1870) |
| 28.      | 12.        | Josef František Karel z Lobkowicz                                              | 17. 2. 1803 Vídeň                         | Josef František Maxmilián z Lobkowicz (č. 21)                                                              | 20. 8. 1835 Praha: Antonie Kinská z Vchynic a Tetova (č. 23)                                                        | Pohřben 24. 3. 1875 v rodinné hrobce u kapucínů v Roudnici nad Labem. | Zakladatel dolnobeřkovické linie roudnické primogenitury (1830–1875). Tajný rada (1854), generál jezdectva, druhý majitel kyrysnického pluku č. 4, nejvyšší hofmistr císařovny Alžběty (1854), komtur Leopoldova řádu (1848). Majitel statků Dolní Beřkovice a Cítov. Zemřel ve věku 72 let na náhlé ochrnutí plic. |
| 28.      | 12.        | Josef František Karel z Lobkowicz                                              | 18. 3. 1875 Praha-Nové Město              | Marie Karolína ze Schwarzenbergu (č. 20)                                                                   | 11. 5. 1848 Vídeň: Marie Sidonie (Zdeňka) z Lobkowicz (č. 37)                                                       | Pohřben 24. 3. 1875 v rodinné hrobce u kapucínů v Roudnici nad Labem. | Zakladatel dolnobeřkovické linie roudnické primogenitury (1830–1875). Tajný rada (1854), generál jezdectva, druhý majitel kyrysnického pluku č. 4, nejvyšší hofmistr císařovny Alžběty (1854), komtur Leopoldova řádu (1848). Majitel statků Dolní Beřkovice a Cítov. Zemřel ve věku 72 let na náhlé ochrnutí plic. |
| 29.      | 12.        | Karel Jan Josef z Lobkowicz                                                    | 24. 11. 1814 Praha                        | Josef František Maxmilián z Lobkowicz (č. 21)                                                              | 15. 9. 1856 (morganatický sňatek): Julie z Redwitz-Wildenrothu (č. 32)                                              | Pohřben 1. 10. 1879 v rodinné knížecí hrobce u kapucínů v Roudnici nad Labem. | Zemský prezident v Salcburku (1852–1855), místodržitel v Dolním Rakousku (1858–1860), moravský zemský hejtman (1860), místodržitel v Tyrolsku (1861–1866), doživotní člen Panské sněmovny rakouské Říšské rady (1869–1879). Zemřel vevěku 64 let na marasmus. |
| 29.      | 12.        | Karel Jan Josef z Lobkowicz                                                    | 26. 9. 1879 Salcburk                      | Marie Karolína ze Schwarzenbergu (č. 20)                                                                   | 15. 9. 1856 (morganatický sňatek): Julie z Redwitz-Wildenrothu (č. 32)                                              | Pohřben 1. 10. 1879 v rodinné knížecí hrobce u kapucínů v Roudnici nad Labem. | Zemský prezident v Salcburku (1852–1855), místodržitel v Dolním Rakousku (1858–1860), moravský zemský hejtman (1860), místodržitel v Tyrolsku (1861–1866), doživotní člen Panské sněmovny rakouské Říšské rady (1869–1879). Zemřel vevěku 64 let na marasmus. |
| 30.      | 14.        | mrtvě narozený princ z Lobkowicz                                               | 9. 9. 1884 Dolní Beřkovice                | Ferdinand Jiří Lobkowicz (č. 42)                                                                           | | Pohřben 11. 9. 1884 v knížecí hrobce v kostele u kapucínů v Roudnici nad Labem. | |
| 30.      | 14.        | mrtvě narozený princ z Lobkowicz                                               | 9. 9. 1884 Dolní Beřkovice                | Ida Podstatzká-Lichtenstein (č. 39)                                                                        | | Pohřben 11. 9. 1884 v knížecí hrobce v kostele u kapucínů v Roudnici nad Labem. | |
| 31.      | 14.        | Marie Zdenka (Sidonie) z Lobkowicz                                             | 30. 6. 1886 Dolní Beřkovice               | Ferdinand Jiří Lobkowicz (č. 42)                                                                           | | Tělo bylo 12. 7. 1887 vykropeno v zámecké kapli v Dolních Beřkovicích a téhož dne uloženo v knížecí hrobce v kostele kapucínském v Roudnici nad Labem.                                                                                                | Zemřela ve věku 1 roku na otok mozku (oedema cerebri). Poslední pochovaná ve staré hrobce. |
| 31.      | 14.        | Marie Zdenka (Sidonie) z Lobkowicz                                             | 10. 7. 1887 Dolní Beřkovice               | Ida Podstatzká-Lichtenstein (č. 39)                                                                        | | Tělo bylo 12. 7. 1887 vykropeno v zámecké kapli v Dolních Beřkovicích a téhož dne uloženo v knížecí hrobce v kostele kapucínském v Roudnici nad Labem.                                                                                                | Zemřela ve věku 1 roku na otok mozku (oedema cerebri). Poslední pochovaná ve staré hrobce. |
| 32.      | (12.)      | Julie z Redwitz-Wildenrothu                                                    | 25. 9. 1840 Würzburg                      | Filip z Redwitz-Wildenrothu † 1881                                                                         | 15. 9. 1856 (morganatický sňatek): Karel Jan Josef z Lobkowicz (č. 29)                                              | Pohřbena 8. 6. 1895 v bývalé hrobce kapucínů v Roudnici nad Labem. Uložena v kovové rakvi v nové hrobce. | Dáma Řádu hvězdového kříže a palácová dáma. Pohřbena v nové hrobce jako první. Bezdětná. Zemřela ve věku 54 let na ochrnutí srdce. |
| 32.      | (12.)      | Julie z Redwitz-Wildenrothu                                                    | 4. 6. 1895 Salcburk (Parsch bei Salzburg) | Augusta z Reitzensteinu 1808–1875                                                                          | 15. 9. 1856 (morganatický sňatek): Karel Jan Josef z Lobkowicz (č. 29)                                              | Pohřbena 8. 6. 1895 v bývalé hrobce kapucínů v Roudnici nad Labem. Uložena v kovové rakvi v nové hrobce. | Dáma Řádu hvězdového kříže a palácová dáma. Pohřbena v nové hrobce jako první. Bezdětná. Zemřela ve věku 54 let na ochrnutí srdce. |
| 33.      | 13.        | Mořic Alois z Lobkowicz                                                        | 2. 6. 1831 Inzersdorf u Vídně             | Ferdinand Josef z Lobkowicz (č. 26)                                                                        | 21. 4. 1857 Praha: Marie Anna z Öttingen-Wallersteinu (č. 34)                                                       | Pohřben 7. 2. 1903 v knížecí hrobce u kapucínského kláštera v Roudnici nad Labem pražským arcibiskupem Lvem Skrbenským z Hříště. | 9. kníže z Lobkowicz a vladař domu lobkowiczkého, 3. roudnický vévoda (1868–1903). C. k. komoří (1881), tajný rada (1890), poslanec Českého zemského sněmu (1864–1867, 1870–1871), dědičný člen Panské sněmovny rakouské Říšské rady (1879–1903), rytíř rakouského Řádu zlatého rouna (1881), čestný rytíř Maltézského řádu. Majitel majorátu Roudnice. Zemřel ve věku 71 let na zánět plic. |
| 33.      | 13.        | Mořic Alois z Lobkowicz                                                        | 4. 2. 1903 Roudnice nad Labem             | Marie z Liechtensteinu (č. 27)                                                                             | 21. 4. 1857 Praha: Marie Anna z Öttingen-Wallersteinu (č. 34)                                                       | Pohřben 7. 2. 1903 v knížecí hrobce u kapucínského kláštera v Roudnici nad Labem pražským arcibiskupem Lvem Skrbenským z Hříště. | 9. kníže z Lobkowicz a vladař domu lobkowiczkého, 3. roudnický vévoda (1868–1903). C. k. komoří (1881), tajný rada (1890), poslanec Českého zemského sněmu (1864–1867, 1870–1871), dědičný člen Panské sněmovny rakouské Říšské rady (1879–1903), rytíř rakouského Řádu zlatého rouna (1881), čestný rytíř Maltézského řádu. Majitel majorátu Roudnice. Zemřel ve věku 71 let na zánět plic. |
| 34.      | (13.)      | Marie Anna z Öttingen-Wallersteinu                                             | 1. 2. 1839 Wallerstein                    | Bedřich z Öttingen-Öttingenu a Öttingen-Wallersteinu 1793–1842                                             | 21. 4. 1857 Praha: Mořic Alois z Lobkowicz (č. 33)                                                                  | Pohřbena 26. 12. 1912 v knížecí hrobce při kostele kapucínů v Roudnici nad Labem pražským arcibiskupem Lvem Skrbenským z Hříště. | 13. kněžna z Lobkowicz (1868–1912, od roku 1903 kněžna vdova). Dáma Řádu hvězdového kříže (1868) a palácová dáma. Zemřela ve věku 73 let na ochrnutí srdce, zánět ledvin a zkornatění tepen. Narodily se jí následující děti: - 1. Ferdinand Zdeněk (1858–1938; č. 47), 10. kníže - 2. Marie Anna Vincenta (1858–1937; č. 46) - 3. Mariana Františka Regina, provd. z Brühlu (1861–1925) - 4. Vilemína Marie Anna (1863–1945; pohřbena na hřbitově v Nelahozevsi) - 5. Gabrielle Sophie, provd. z Thunu-Hohensteinu (1864–1941; pohřbena na hřbitově ve Vídni-Hietzingu) - 6. Leopoldina Bedřiška z Hohenlohe-Schillingsfürstu (1867–1936) - 7. Karolína Filipa (1868–1929) |
| 34.      | (13.)      | Marie Anna z Öttingen-Wallersteinu                                             | 23. 12. 1912 Coswig, Sasko                | Marie Anna z Trauttmansdorff-Weinsbergu 1806–1885                                                          | 21. 4. 1857 Praha: Mořic Alois z Lobkowicz (č. 33)                                                                  | Pohřbena 26. 12. 1912 v knížecí hrobce při kostele kapucínů v Roudnici nad Labem pražským arcibiskupem Lvem Skrbenským z Hříště. | 13. kněžna z Lobkowicz (1868–1912, od roku 1903 kněžna vdova). Dáma Řádu hvězdového kříže (1868) a palácová dáma. Zemřela ve věku 73 let na ochrnutí srdce, zánět ledvin a zkornatění tepen. Narodily se jí následující děti: - 1. Ferdinand Zdeněk (1858–1938; č. 47), 10. kníže - 2. Marie Anna Vincenta (1858–1937; č. 46) - 3. Mariana Františka Regina, provd. z Brühlu (1861–1925) - 4. Vilemína Marie Anna (1863–1945; pohřbena na hřbitově v Nelahozevsi) - 5. Gabrielle Sophie, provd. z Thunu-Hohensteinu (1864–1941; pohřbena na hřbitově ve Vídni-Hietzingu) - 6. Leopoldina Bedřiška z Hohenlohe-Schillingsfürstu (1867–1936) - 7. Karolína Filipa (1868–1929) |
| 35.      | 14.        | Josef Ferdinand z Lobkowicz                                                    | 4. 9. 1885 Dolní Beřkovice                | Ferdinand Jiří Lobkowicz (č. 42)                                                                           | 21. 10. 1913 Průhonice: Gisela-Helena Silva-Tarouca 14. 6. 1887 Trmice – 21. 2. 1958 Praha                          | Pohřben 31. 10. 1914 v hrobce v klášteře kapucínů v Roudnici nad Labem pražským arcibiskupem Lvem Skrbenským z Hříště. | JUDr., c. k. komoří (1912), nadporučík dragounského pluku č. 14. Padl za první světové války. Zemřel na bojišti na střelnou ránu do srdce. Manželka byla pohřbena v hrobce Lobkowiczů na hřbitově v Cítově. |
| 35.      | 14.        | Josef Ferdinand z Lobkowicz                                                    | 25. 10. 1914 Jarosław, Halič              | Ida Podstatzká-Lichtenstein (č. 39)                                                                        | 21. 10. 1913 Průhonice: Gisela-Helena Silva-Tarouca 14. 6. 1887 Trmice – 21. 2. 1958 Praha                          | Pohřben 31. 10. 1914 v hrobce v klášteře kapucínů v Roudnici nad Labem pražským arcibiskupem Lvem Skrbenským z Hříště. | JUDr., c. k. komoří (1912), nadporučík dragounského pluku č. 14. Padl za první světové války. Zemřel na bojišti na střelnou ránu do srdce. Manželka byla pohřbena v hrobce Lobkowiczů na hřbitově v Cítově. |
| 36.      | 14.        | Václav Eusebius z Lobkowicz                                                    | 17. 4. 1893 Terezín                       | Zdeněk Lobkowicz 5. 5. 1858 Vídeň – 13. 8. 1933 Harrachov                                                  | | Pohřben 9. 11. 1915 v knížecí hrobce v klášteře kapucínů v Roudnici nad Labem. | Student práv, c. k. důstojník dělostřelců. Zemřel ve věku 22 let na střevní tyfus. |
| 36.      | 14.        | Václav Eusebius z Lobkowicz                                                    | 4. 11. 1915 Vídeň-Hetzendorf              | Paula ze Schönbornu (č. 41)                                                                                | | Pohřben 9. 11. 1915 v knížecí hrobce v klášteře kapucínů v Roudnici nad Labem. | Student práv, c. k. důstojník dělostřelců. Zemřel ve věku 22 let na střevní tyfus. |
| 37.      | 13./ (12.) | Zdeňka (Marie Sidonie) z Lobkowicz z mělnicko-hořínské knížecí sekundogenitury | 4. 10. 1828 Lvov                          | August Longin z Lobkowicz 15. 3. 1797 Praha – 17. 3. 1842 Vídeň                                            | 11. 5. 1848 Vídeň: Josef František Karel z Lobkowicz (č. 28)                                                        | Pohřbena 28. 2. 1917 v knížecí hrobce u kapucínů v Roudnici nad Labem. | Palácová dáma, nositelka Řádu Alžběty 1. třídy (1898). Zemřela ve věku 88 let na Catarrhus bronchialis acutus. Narodily se jí následující děti: - 1. Ferdinand Jiří August (1850–1926; č. 42) - 2. Anna Berta, provd. z Brühlu (1851–1887) - 3. Josefína Marie Polyxena, provd. Arco (1853–1898; pohřbena v poutní bazilice Nanebevzetí Panny Marie v Tuntenhausenu) - 4. Gabriela Marie, provd. Korff-Schmising-Kerssenbrocková (1855–1917; pohřbena na hřbitově v Líšťanech) - 5. Alžběta Marie Terezie, provd. Morsey-Picardová (1856–1936) - 6. Zdeněk Čeněk (1858–1933; pohřben na Břevnovském hřbitově) - 7. August Jiří Ferdinand (1862–1921; č. 40) - 8. Anna Marie, provd. z Wrede (1867–1957; pohřbena na hřbitově v Pählu) - 9. Rosa Marie, provd. Gudenusová (1867–1951; pohřbena na hřbitově ve Weizbergu)                                         |
| 37.      | 13./ (12.) | Zdeňka (Marie Sidonie) z Lobkowicz z mělnicko-hořínské knížecí sekundogenitury | 25. 2. 1917 Dolní Beřkovice               | Anna Berta ze Schwarzenbergu 2. 9. 1807 Vídeň – 12. 10. 1883 Salcburk                                      | 11. 5. 1848 Vídeň: Josef František Karel z Lobkowicz (č. 28)                                                        | Pohřbena 28. 2. 1917 v knížecí hrobce u kapucínů v Roudnici nad Labem. | Palácová dáma, nositelka Řádu Alžběty 1. třídy (1898). Zemřela ve věku 88 let na Catarrhus bronchialis acutus. Narodily se jí následující děti: - 1. Ferdinand Jiří August (1850–1926; č. 42) - 2. Anna Berta, provd. z Brühlu (1851–1887) - 3. Josefína Marie Polyxena, provd. Arco (1853–1898; pohřbena v poutní bazilice Nanebevzetí Panny Marie v Tuntenhausenu) - 4. Gabriela Marie, provd. Korff-Schmising-Kerssenbrocková (1855–1917; pohřbena na hřbitově v Líšťanech) - 5. Alžběta Marie Terezie, provd. Morsey-Picardová (1856–1936) - 6. Zdeněk Čeněk (1858–1933; pohřben na Břevnovském hřbitově) - 7. August Jiří Ferdinand (1862–1921; č. 40) - 8. Anna Marie, provd. z Wrede (1867–1957; pohřbena na hřbitově v Pählu) - 9. Rosa Marie, provd. Gudenusová (1867–1951; pohřbena na hřbitově ve Weizbergu)                                         |
| 38.      | 14.        | Josef Zdeněk z Lobkowicz                                                       | 14. 4. 1884 Praha                         | Zdeněk Lobkowicz 5. 5. 1858 Vídeň – 13. 8. 1933 Harrachov                                                  | | | JUDr., c. k. komoří (1912), státní úředník. Jeho tělo bylo nedokonale nabalzamováno a rozložilo se, což způsobovalo silný mrtvolný zápach. Proto byla rakev v roce 1926 opatřena ještě vnější rakví. |
| 38.      | 14.        | Josef Zdeněk z Lobkowicz                                                       | 6. 4. 1918 Vídeň                          | Paula ze Schönbornu (č. 41)                                                                                | | | JUDr., c. k. komoří (1912), státní úředník. Jeho tělo bylo nedokonale nabalzamováno a rozložilo se, což způsobovalo silný mrtvolný zápach. Proto byla rakev v roce 1926 opatřena ještě vnější rakví. |
| 39.      | (13.)      | Ida Podstatzká-Lichtenstein                                                    | 23. 10. 1865 Vídeň                        | Leopold III. Podstatzký-Lichtenstein 25. 6. 1840 Telč – 17. 2. 1902 Opatija                                | 11. 11. 1883 Vídeň: Ferdinand Jiří Lobkowicz (č. 42)                                                                | | Dáma Řádu hvězdového kříže (1884), palácová dáma, dáma Maltézského řádu, nositelka Řádu Alžběty 1. třídy (1913). Tělo muselo být v roce 1932 přerakveno. Narodily se jí následující děti: - 1. Josef Ferdinand (1885–1914; č. 35) - 2. Marie Zdeňka (1886–1887; č. 31) - 3. Leopold Maria Vilibald (1888–1933; č. 45) - 4. Mořic Maria Alexandr (1890–1944; pohřben na hřbitově v Cítově) - 5. Franziska, provd. Thun-Hohensteinová (1893–1964; pohřbena na hřbitově v Haindlingu) - 6. Marie Ida, provd. Khuen-Belasi (1896–1985; pohřbena na hřbitově ve Wolfeggu) |
| 39.      | (13.)      | Ida Podstatzká-Lichtenstein                                                    | 4. 4. 1919 Dolní Beřkovice                | Františka Paarová 10. 5. 1842 Vídeň – 4. 2. 1881 Vídeň                                                     | 11. 11. 1883 Vídeň: Ferdinand Jiří Lobkowicz (č. 42)                                                                | | Dáma Řádu hvězdového kříže (1884), palácová dáma, dáma Maltézského řádu, nositelka Řádu Alžběty 1. třídy (1913). Tělo muselo být v roce 1932 přerakveno. Narodily se jí následující děti: - 1. Josef Ferdinand (1885–1914; č. 35) - 2. Marie Zdeňka (1886–1887; č. 31) - 3. Leopold Maria Vilibald (1888–1933; č. 45) - 4. Mořic Maria Alexandr (1890–1944; pohřben na hřbitově v Cítově) - 5. Franziska, provd. Thun-Hohensteinová (1893–1964; pohřbena na hřbitově v Haindlingu) - 6. Marie Ida, provd. Khuen-Belasi (1896–1985; pohřbena na hřbitově ve Wolfeggu) |
| 40.      | 13.        | August Jiří Lobkowicz                                                          | 2. 2. 1862 Dolní Beřkovice                | Josef František Karel z Lobkowicz (č. 28)                                                                  | 3. 10. 1897 Praha-Hradčany: Marie (Irma) Pálffyová z Erdődu a z Újezda 29. 10. 1866 Retzhof – 14. 7. 1950 Vídeň     | | C. k. komoří (1887), tajný rada (1917), plukovník v záloze, nejvyšší hofmistr arcivévody Leopolda Salvátora, komtur Leopoldova řádu (1918). Tělo muselo být v roce 1932 přerakveno. Manželka byla pohřbena na hřbitově v Hietzingu. |
| 40.      | 13.        | August Jiří Lobkowicz                                                          | 10. 8. 1921 Vídeň                         | Marie Sidonie (Zdeňka) z Lobkowicz (č. 37)                                                                 | 3. 10. 1897 Praha-Hradčany: Marie (Irma) Pálffyová z Erdődu a z Újezda 29. 10. 1866 Retzhof – 14. 7. 1950 Vídeň     | | C. k. komoří (1887), tajný rada (1917), plukovník v záloze, nejvyšší hofmistr arcivévody Leopolda Salvátora, komtur Leopoldova řádu (1918). Tělo muselo být v roce 1932 přerakveno. Manželka byla pohřbena na hřbitově v Hietzingu. |
| 41.      | (13.)      | Paula ze Schönbornu                                                            | 22. 1. 1861 Praha                         | Ervín Damián Hugo Schönborn 17. 5. 1812 Vídeň – 12. 1. 1881 Praha                                          | 6. 5. 1883 Praha-Hradčany: Zdeněk Čeněk (Zdenko Vincenc) Lobkowicz 5. 5. 1858 Vídeň – 13. 8. 1933 Harrachov         | | Dáma Řádu hvězdového kříže (1913), palácová dáma. Narodily se jí následující děti: - 1. Josef Zdeněk (1884–1918; č. 38) - 2. Zdeňka (1885–1964; pohřbena na Břevnovském hřbitově), dáma Tereziánského ústavu šlechtičen na Hradčanech - 3. Ervin Karel (1887–1965) - 4. Maria Christina (1890–1972) - 5. Václav Eusebius (1893–1915; č. 36) - 6. Anna Berta (1896–1959; pohřbena na Břevnovském hřbitově) Manžel byl pohřben na Břevnovském hřbitově. |
| 41.      | (13.)      | Paula ze Schönbornu                                                            | 9. 2. 1922 Praha                          | Kristýna z Brühlu 28. 3. 1817 Praha – 23. 10. 1902 Praha                                                   | 6. 5. 1883 Praha-Hradčany: Zdeněk Čeněk (Zdenko Vincenc) Lobkowicz 5. 5. 1858 Vídeň – 13. 8. 1933 Harrachov         | | Dáma Řádu hvězdového kříže (1913), palácová dáma. Narodily se jí následující děti: - 1. Josef Zdeněk (1884–1918; č. 38) - 2. Zdeňka (1885–1964; pohřbena na Břevnovském hřbitově), dáma Tereziánského ústavu šlechtičen na Hradčanech - 3. Ervin Karel (1887–1965) - 4. Maria Christina (1890–1972) - 5. Václav Eusebius (1893–1915; č. 36) - 6. Anna Berta (1896–1959; pohřbena na Břevnovském hřbitově) Manžel byl pohřben na Břevnovském hřbitově. |
| 42.      | 13.        | Ferdinand Jiří Lobkowicz, zv. Fede                                             | 26. 6. 1850 Dolní Beřkovice               | Josef František Karel z Lobkowicz (č. 28)                                                                  | 11. 11. 1883 Vídeň: Ida Podstatzká-Lichtenstein (č. 39)                                                             | | 2. hlava dolnobeřkovické linie roudnické primogenitury (1875–1926). C. k. komoří (1887) a tajný rada (1897), generálmajor v záloze, poslanec Českého zemského sněmu (1883–1913), poslanec rakouské Říšské rady (1882–1883), doživotní člen Panské sněmovny rakouské Říšské rady (1892–1918), (poslední) nejvyšší maršálek Českého království (1908–1913), komtur Královského uherského řádu sv. Štěpána (1898), rytíř Řádu železné koruny 1. třídy (1907), rytíř rakouského Řádu zlatého rouna (1913). Majitel statků Dolní Beřkovice, Cítov a Vintířov (od roku 1875). Tělo muselo být v roce 1939 přerakveno. |
| 42.      | 13.        | Ferdinand Jiří Lobkowicz, zv. Fede                                             | 22. 4. 1926 Milán                         | Marie Sidonie (Zdeňka) z Lobkowicz (č. 37)                                                                 | 11. 11. 1883 Vídeň: Ida Podstatzká-Lichtenstein (č. 39)                                                             | | 2. hlava dolnobeřkovické linie roudnické primogenitury (1875–1926). C. k. komoří (1887) a tajný rada (1897), generálmajor v záloze, poslanec Českého zemského sněmu (1883–1913), poslanec rakouské Říšské rady (1882–1883), doživotní člen Panské sněmovny rakouské Říšské rady (1892–1918), (poslední) nejvyšší maršálek Českého království (1908–1913), komtur Královského uherského řádu sv. Štěpána (1898), rytíř Řádu železné koruny 1. třídy (1907), rytíř rakouského Řádu zlatého rouna (1913). Majitel statků Dolní Beřkovice, Cítov a Vintířov (od roku 1875). Tělo muselo být v roce 1939 přerakveno. |
| 43.      | 15.        | Jiří Kristián Lobkowicz                                                        | 3. 6. 1902 Košťany                        | Ferdinand Zdeněk z Lobkowicz (č. 47)                                                                       | | | JUDr. |
| 43.      | 15.        | Jiří Kristián Lobkowicz                                                        | 30. 3. 1928 Cannes, autonehoda            | Anna Berta z Neippergu (č. 44)                                                                             | | | JUDr. |
| 44.      | (14.)      | Anna Berta z Neippergu                                                         | 7. 8. 1857 Praha                          | Ervín František z Neippergu 1813–1897                                                                      | 4. 9. 1884 Vídeň (Votivní kostel): Ferdinand Zdeněk z Lobkowicz (č. 47)                                             | Pohřbena 13. 4. 1932 v Lobkowiczké hrobce v kapucínské kapli v Roudnici nad Labem. | 14. kněžna z Lobkowicz (1903–1932). Dáma Řádu hvězdového kříže (1885), palácová dáma, dáma Maltézského řádu, nositelka Řádu Alžběty 1. třídy (1910). Zemřela ve věku 74 let na arteriosklerózu a ochrnutí srdce. Narodily se jí následující děti: - 1. Ferdinand Josef (1885–1953; pohřben na Břevnovském hřbitově) - 2. Marie Rosa Josefa, provd. z Schall-Riaucouru (1887–1967) - 3. Maxmilián Ervín (1888–1967), dědic - 4. Anna Marie Josefína, provd. ze Stolberg-Stolbergu (1890–1964) - 5. Leopoldina Marie Josefina, provd. z Korff-Schmising-Kerssenbrocku (1891–1981) - 6. Karel Borromeus (1893–1916) - 7. Hedvika Marie Josefa, provd. z Auerspergu (1894–1966) - 8. Gabriela Marie Josefa, provd. z Almeidy (1895–1969) - 9. Josefína Marie Anna, provd. z Schall-Riaucouru (1897–1972) - 10. Jiří Kristián (1902–1928; č. 43)                     |
| 44.      | (14.)      | Anna Berta z Neippergu                                                         | 9. 4. 1932 Chomutov                       | Růžena (Rosa) z Lobkowicz 1832–1905                                                                        | 4. 9. 1884 Vídeň (Votivní kostel): Ferdinand Zdeněk z Lobkowicz (č. 47)                                             | Pohřbena 13. 4. 1932 v Lobkowiczké hrobce v kapucínské kapli v Roudnici nad Labem. | 14. kněžna z Lobkowicz (1903–1932). Dáma Řádu hvězdového kříže (1885), palácová dáma, dáma Maltézského řádu, nositelka Řádu Alžběty 1. třídy (1910). Zemřela ve věku 74 let na arteriosklerózu a ochrnutí srdce. Narodily se jí následující děti: - 1. Ferdinand Josef (1885–1953; pohřben na Břevnovském hřbitově) - 2. Marie Rosa Josefa, provd. z Schall-Riaucouru (1887–1967) - 3. Maxmilián Ervín (1888–1967), dědic - 4. Anna Marie Josefína, provd. ze Stolberg-Stolbergu (1890–1964) - 5. Leopoldina Marie Josefina, provd. z Korff-Schmising-Kerssenbrocku (1891–1981) - 6. Karel Borromeus (1893–1916) - 7. Hedvika Marie Josefa, provd. z Auerspergu (1894–1966) - 8. Gabriela Marie Josefa, provd. z Almeidy (1895–1969) - 9. Josefína Marie Anna, provd. z Schall-Riaucouru (1897–1972) - 10. Jiří Kristián (1902–1928; č. 43)                     |
| 45.      | 14.        | Leopold Lobkowicz                                                              | 7. 7. 1888 Dolní Beřkovice                | Ferdinand Jiří Lobkowicz (č. 42)                                                                           | 11. 4. 1918 Vídeň (katedrála sv. Štěpána): Františka Montenuovo 22. 8. 1893 Margarethen a. M. – 3. 11. 1972 Wels    | | 3. hlava dolnobeřkovické linie roudnické primogenitury (1926–1933). C. k. komoří, nadporučík v záloze. Majitel statků Dolní Beřkovice a Vintířov. Manželka byla pohřbena na hřbitově v Kirchbergu u Kremsmünsteru. |
| 45.      | 14.        | Leopold Lobkowicz                                                              | 15. 5. 1933 Praha                         | Ida Podstatzká-Lichtenstein (č. 39)                                                                        | 11. 4. 1918 Vídeň (katedrála sv. Štěpána): Františka Montenuovo 22. 8. 1893 Margarethen a. M. – 3. 11. 1972 Wels    | | 3. hlava dolnobeřkovické linie roudnické primogenitury (1926–1933). C. k. komoří, nadporučík v záloze. Majitel statků Dolní Beřkovice a Vintířov. Manželka byla pohřbena na hřbitově v Kirchbergu u Kremsmünsteru. |
| 46.      | 14.        | Marie Lobkowiczová                                                             | 22. 1. 1858 Praha                         | Mořic Alois z Lobkowicz (č. 33)                                                                            | | | Dvojče Ferdinanda Zdeňka (č. 47) |
| 46.      | 14.        | Marie Lobkowiczová                                                             | 8. 11. 1937 Nelahozeves                   | Marie Anna z Öttingen-Wallersteinu (č. 34)                                                                 | | | Dvojče Ferdinanda Zdeňka (č. 47) |
| 47.      | 14.        | Ferdinand Zdeněk Lobkowicz                                                     | 23. 1. 1858 Praha                         | Mořic Alois z Lobkowicz (č. 33)                                                                            | 4. 9. 1884 Vídeň (Votivní kostel): Anna Berta z Neippergu (č. 44)                                                   | | 10. kníže z Lobkowicz a vladař domu lobkowiczkého, 4. roudnický vévoda (1903–1938). C. k. komoří (1884) a tajný rada (1904), poslanec Českého zemského sněmu (1905–1907), dědičný člen Panské sněmovny rakouské Říšské rady (1904–1918), prezident Katolické besedy v Praze (1908–1911), rytíř rakouského Řádu zlatého rouna (1908), držitel velkokříže Maltézského řádu. Majitel majorátu Roudnice (do 1920). |
| 47.      | 14.        | Ferdinand Zdeněk Lobkowicz                                                     | 22. 12. 1938 Nelahozeves                  | Marie Anna z Öttingen-Wallersteinu (č. 34)                                                                 | 4. 9. 1884 Vídeň (Votivní kostel): Anna Berta z Neippergu (č. 44)                                                   | | 10. kníže z Lobkowicz a vladař domu lobkowiczkého, 4. roudnický vévoda (1903–1938). C. k. komoří (1884) a tajný rada (1904), poslanec Českého zemského sněmu (1905–1907), dědičný člen Panské sněmovny rakouské Říšské rady (1904–1918), prezident Katolické besedy v Praze (1908–1911), rytíř rakouského Řádu zlatého rouna (1908), držitel velkokříže Maltézského řádu. Majitel majorátu Roudnice (do 1920). |